# Ван Тєсінь
Ван Тєсінь (кит.: 王铁鑫, нар. 24 лютого 1989) — китайський веслувальник. Він брав участь у змаганнях серед чоловіків у академічному веслуванні у четвірках на літніх Олімпійських іграх 2012 та 2016 років. Він виграв бронзову медаль на Чемпіонаті світу з веслування 2014 року в чоловічій напівлегкій четвірці з Лі Хуі, Тянь Бінем і Донг Тяньфеном.